# Piratenpartei Deutschland
Piratenpartei Deutschland er et tysk politisk parti, det blev grundlagt i 2006 modelleret efter Piratpartiet (Sverige).

## Partiledere
- September 2006 – maj 2007: Christof Leng
- Maj 2007 – maj 2008: Jens Seipenbusch
- Maj 2008 – juli 2009: Dirk Hillbrecht
- Juli 2009 – maj 2011: Jens Seipenbusch
- Maj 2011 – : Sebastian Nerz

## Valgresultaterne
- Regionale valg 2008
  - Hessen: 0,3 %
  - Hamborg: 0,2 %
- Regionale valg 2009
  - Hessen: 0,5 %
  - Sachsen: 1,9 %[2]
  - Slesvig-Holsten: 1,8 %[3]
- Europa-Parlamentsvalg 2009: 0,9 % i Tyskland
- Kommunale valg 2009
  - Münster: 1,55 % (1 sæde)[2]
  - Aachen: 1,75 % (1 sæde)[2]
- Forbundsdagsvalget 2009: 2,0 %[4]
- Delstatsvalg 2011
  - Hamborg: 2,1 %
  - Sachsen-Anhalt: 1,4 %
  - Rheinland-Pfalz, 1,6 %
  - Baden-Württemberg: 2,1 %
  - Bremen: 1,9 %
  - Mecklenburg-Vorpommern: 1,9%
  - Berlin: 8,9 % (15 sæder)
- Delstatsvalg 2012
  - Saarland: 7,4 % (4 sæder)
  - Slesvig-Holsten: 8,2 % (6 sæder)
  - Nordrhein-Westfalen: (afventer)
- Delstatsvalg 2016
  - Berlin: 1,7 %

## Fodnoter
1. ↑  Medlemmer
2. 1 2 3  Piraten ziehen in Stadträte ein Arkiveret 14. juli 2020 hos  Wayback Machine (tysk), gulli.com, 13. august 2009
3. ↑  "Landtagswahl in Schleswig-Holstein am 27. September 2009". Arkiveret fra originalen 1. oktober 2009. Hentet 28. september 2009.
4. ↑  "Landtagswahl in Schleswig-Holstein 2009 – Vorläufiges Landesendergebnis". Arkiveret fra originalen 1. oktober 2009. Hentet 28. september 2009.